# Skryje (okres Rakovník)
Obec Skryje (německy Skrei) se nachází v okrese Rakovník, kraj Středočeský, v CHKO Křivoklátsko, na návrší nad pravým břehem řeky Berounky zhruba 16 km jižně od Rakovníka. Žije zde 154 obyvatel.

## Historie
První písemná zmínka o vsi Skryje (Scringe) pochází z roku 1229.

### Územněsprávní začlenění
Dějiny územněsprávního začleňování zahrnují období od roku 1850 do současnosti. V chronologickém přehledu je uvedena územně administrativní příslušnost obce v roce, kdy ke změně došlo:
- 1850 země česká, kraj Praha, politický okres Rakovník, soudní okres Křivoklát[4]
- 1855 země česká, kraj Praha, soudní okres Křivoklát
- 1868 země česká, politický okres Rakovník, soudní okres Křivoklát
- 1939 země česká, Oberlandrat Kladno, politický okres Rakovník, soudní okres Křivoklát[5]
- 1942 země česká, Oberlandrat Praha, politický okres Rakovník, soudní okres Křivoklát[6]
- 1945 země česká, správní okres Rakovník, soudní okres Křivoklát[7]
- 1949 Pražský kraj, okres Rakovník[8]
- 1960 Středočeský kraj, okres Rakovník
- 2003 Středočeský kraj, obec s rozšířenou působností Rakovník

### Rok 1932
V obci Skryje (434 obyvatel, poštovna, katolický kostel) byly v roce 1932 evidovány tyto živnosti a obchody: autodopravce, cihelna, obchod s dřívím, 2 hostince, kapelník, kovář, krejčí, mlýn, výroba dřevěných obručí, 2 obuvníci, 2 obchody s ovocem a zeleninou, 2 obchody s lahvovým pivem, povozník, řezník, 2 obchody se smíšeným zbožím, spořitelní a záložní spolek pro Skryje, 2 trafiky, 2 truhláři, obchod s uhlím, zednický mistr.

## Pamětihodnosti a zajímavosti
- barokní kostel svatého Michaela archanděla
- rodný dům Josefa Hůly[10], legionáře zemřelého 20. 8. 1918 po střetnutí u Nikolajevska
- Podél východního okraje vesnice vede hranice národní přírodní rezervace Týřov se zříceninou stejnojmenného hradu.
- Lom, kde Joachim Barrande prováděl své první vykopávky pravěkých zkamenělin, muzeum věnované jeho zdejším výzkumům
- Muzeum, věnované paleontologickému výzkumu a životu Joachima Barranda se sbírkami a ilustracemi zkamenělin trilobitů i jiných prvohorních živočichů, expozice lidové kultury a bydlení, archeologické nálezy z oblasti Týřova
- Skryjská jezírka v blízké Přírodní rezervaci Jezírka, přirozené jezírko s malým vodopádem asi 3 km jihozápadně od obce na Zbirožském potoce
- Silniční most přes řeku Berounku
- Lidová architektura
- Naučná stezka Po stopě trilobita
- V katastrálním území obce se nacházejí dva zeměpisné extrémy okresu Rakovník:
  - nejvyšší místo okresu, vrch Vlastec (612 m), a na jihovýchodním úpatí tohoto pak
  - nejjižnější místo okresu (49°55′38″ s. š., 13°48′32″ v. d.); tento bod leží zhruba 5 km jihovýchodně od Skryjí a necelého ½ km severovýchodně od hájovny Vlastec, v místě, kde Úpořský potok po překonání průseku pro vysokonapěťové vedení znovu vstupuje do lesa. Zároveň jde o trojmezí okresů Rakovník, Beroun a Rokycany.

## Osobnosti
- Josef Opatrný (* 1945), český historik, iberoamerikanista

## Doprava
Dopravní síť
- Pozemní komunikace – Do obce vede silnice III. třídy.

- Železnice – Železniční trať ani stanice na území obce nejsou.

Veřejná doprava 2021
- Autobusová doprava – V obci zastavují autobusové linky integrované v systému Pražské integrované dopravy.
- Linka 574 Skryje - Křivoklát (1 spoj pracovní den, 2 spoje o víkendu od 1.5. do 31.10.)(dopravce: Transdev Střední Čechy)
- Linka 576 Rakovník - Slabce - Skryje (6 spojů v pracovní dny, 4 o víkendu)(dopravce: Transdev Střední Čechy)
- Linka 638 Skryje - Beroun (3 spoje v pracovní dny, 2 spoje o víkendu)(dopravce: Arriva Střední Čechy)

## Galerie

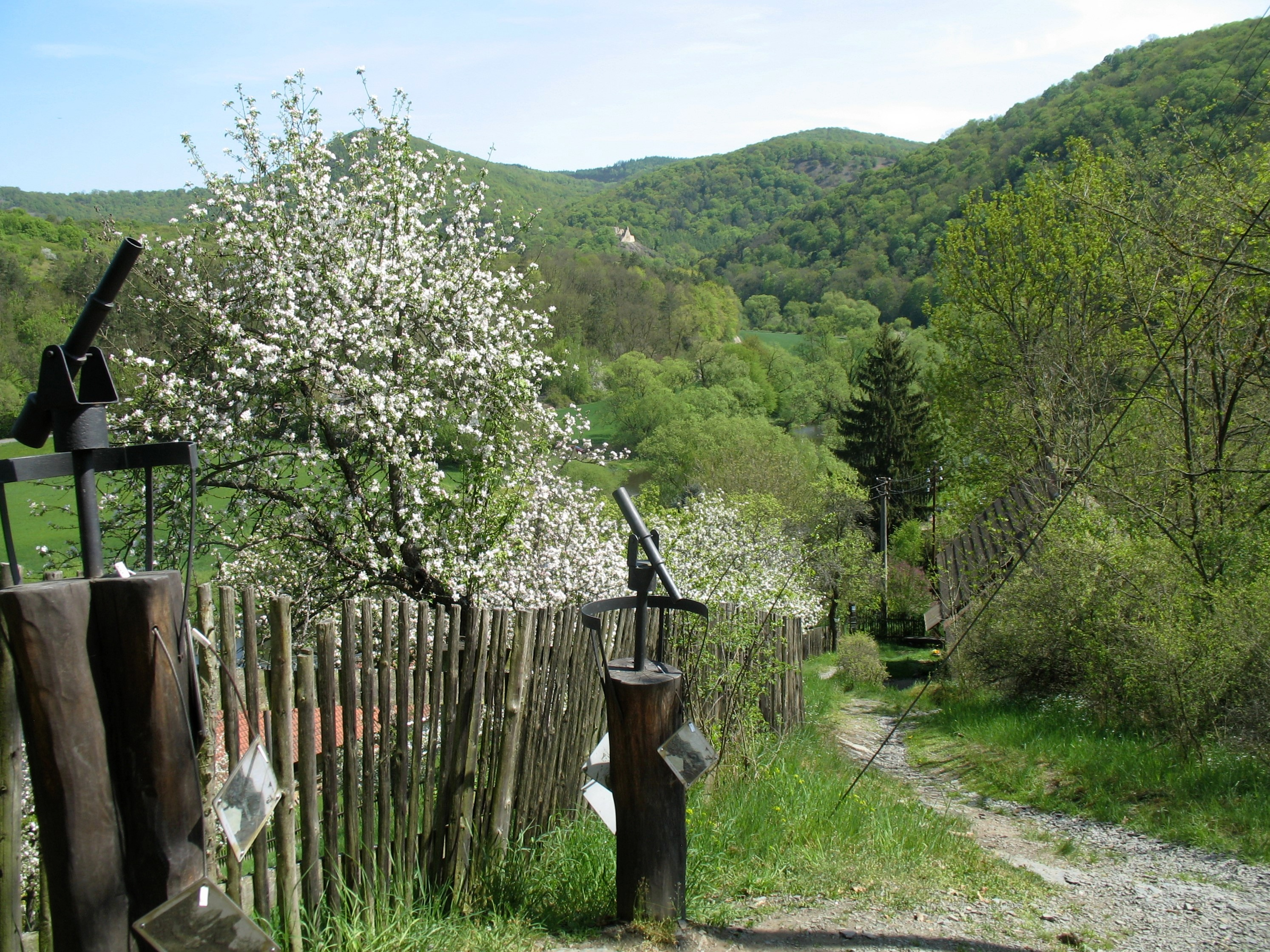
Pohled k Týřovu z naučné stezky u Luhu
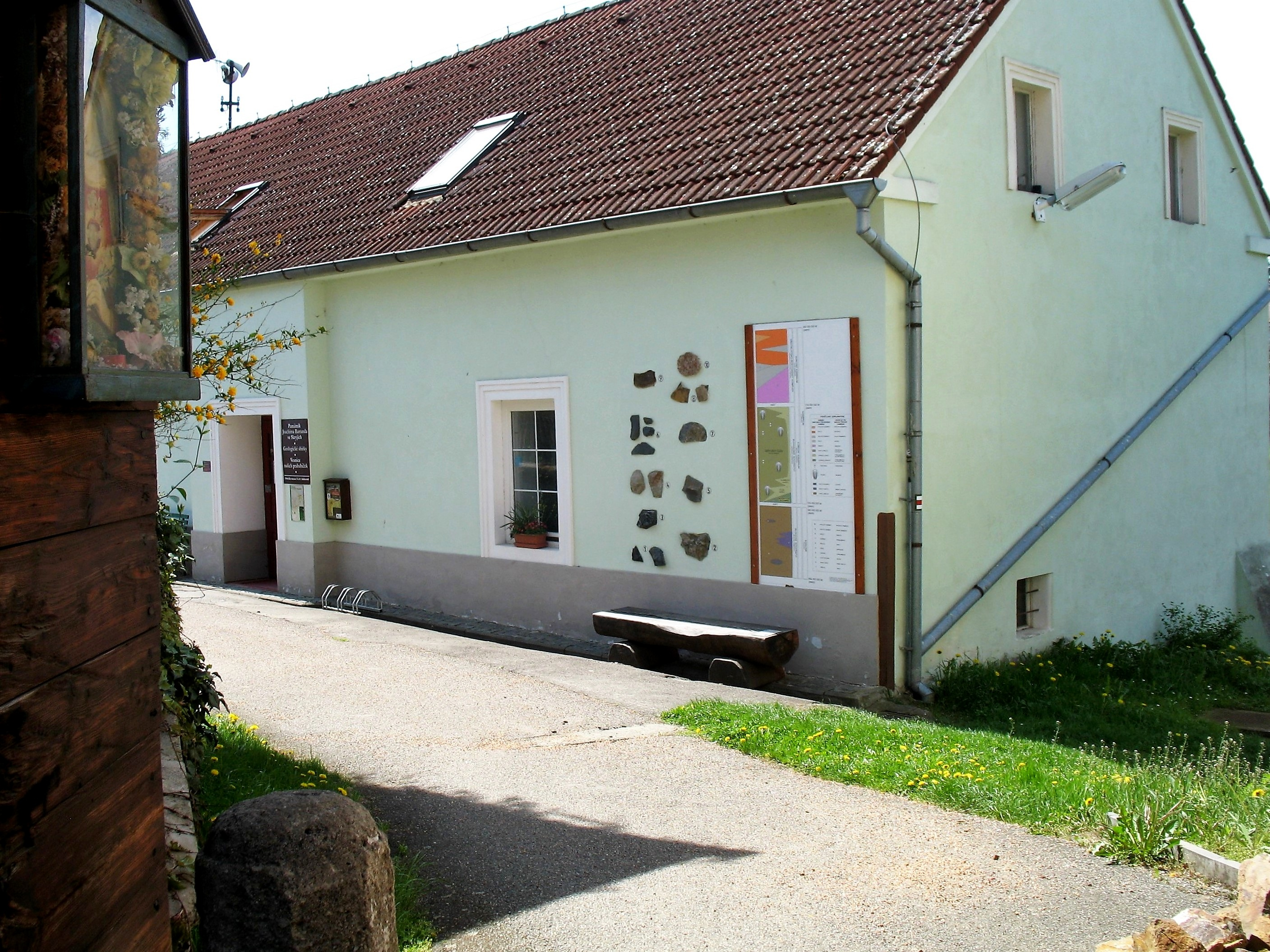
Budova muzea
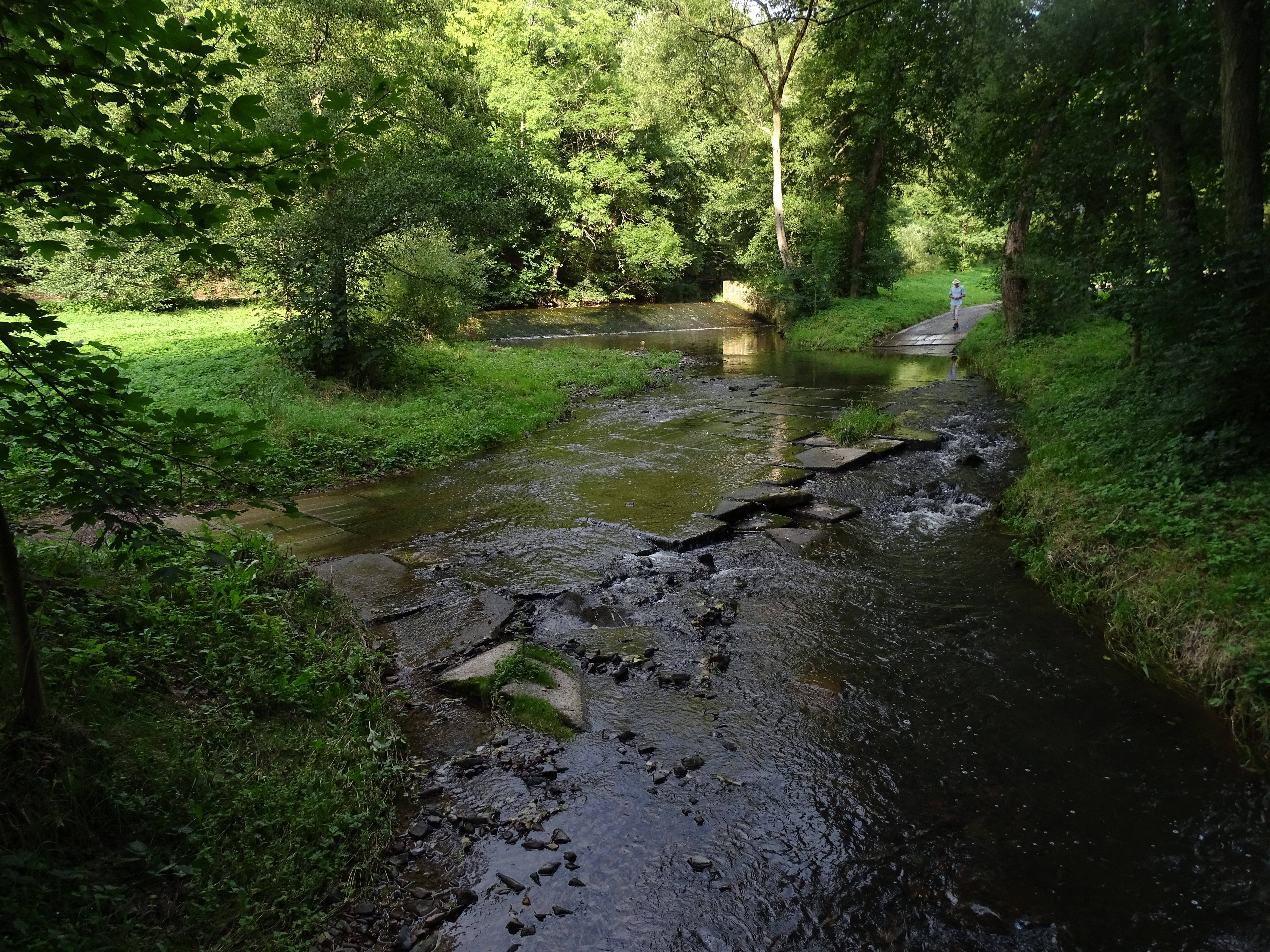
Brod u mlýna Slapnice
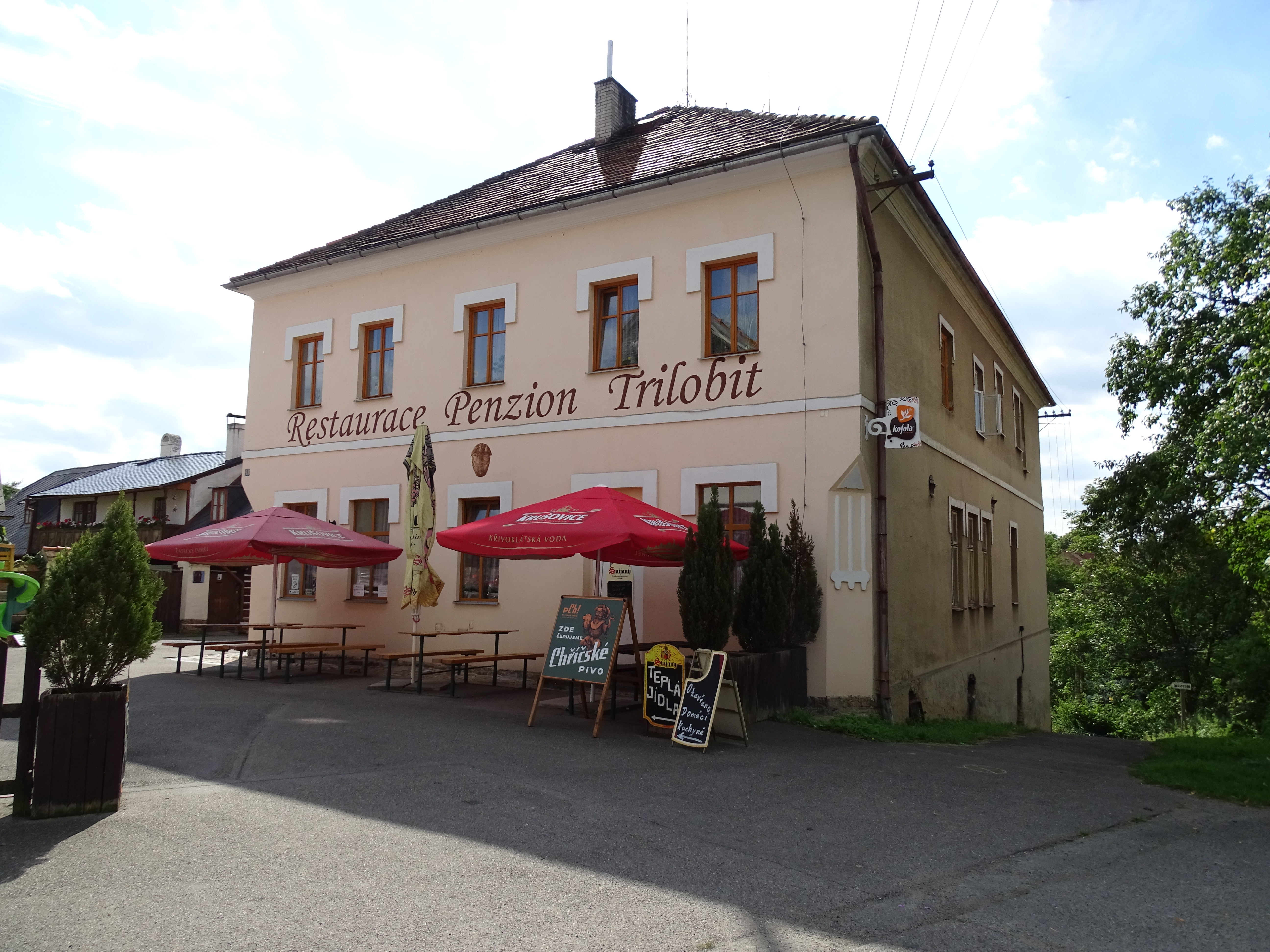
Restaurace Trilobit
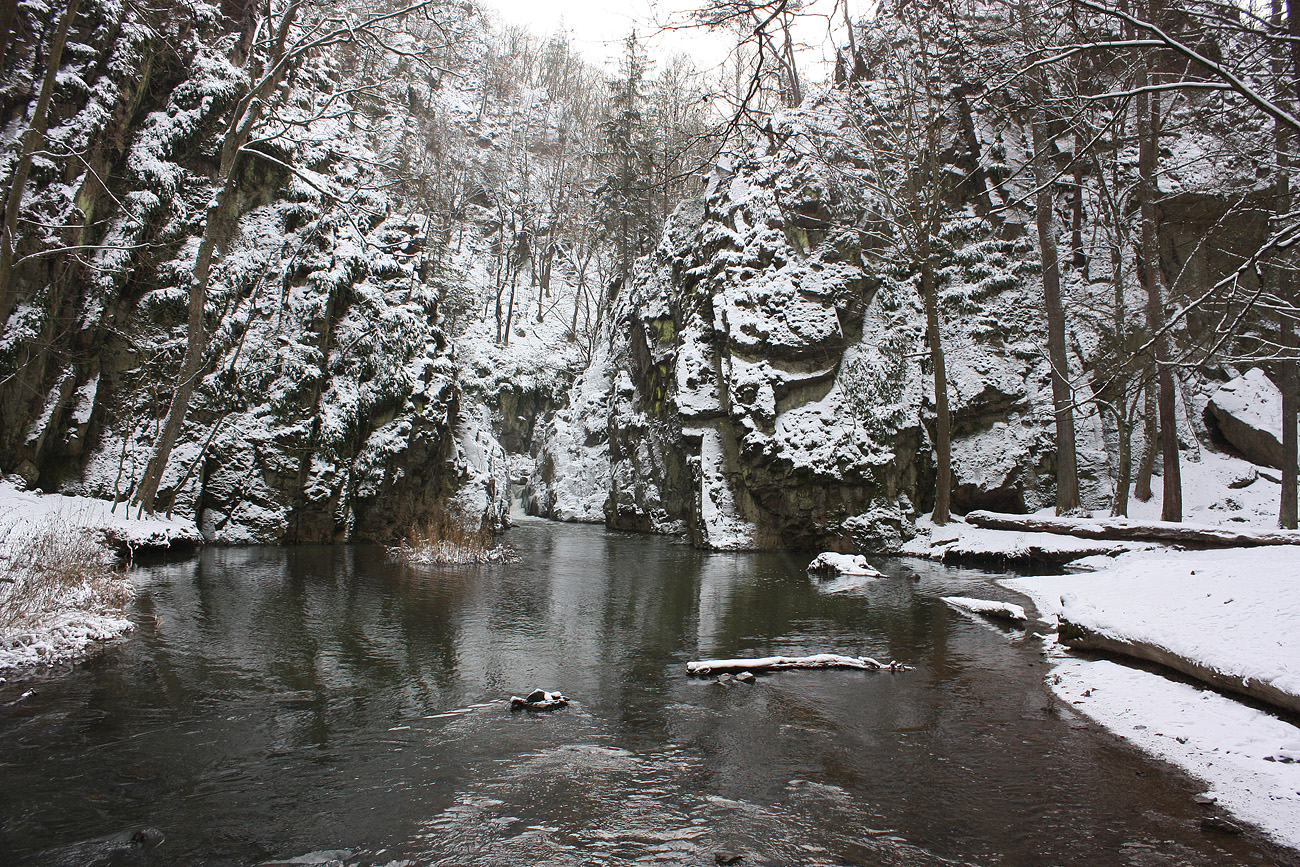
Přírodní rezervace Skryjská jezírka
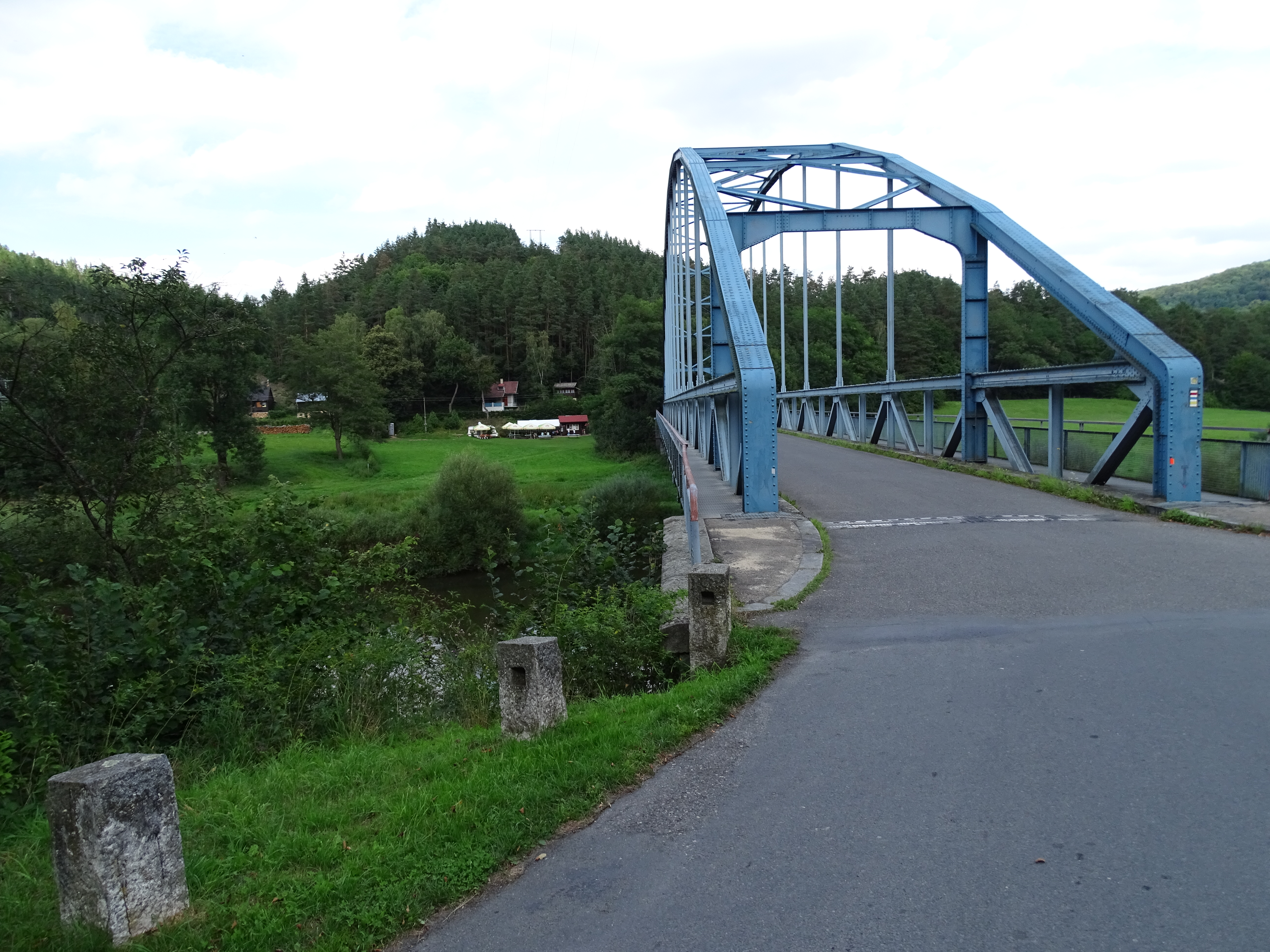
Most přes Berounku